# Tripodanthus
Tripodanthus es un género de arbustos pertenecientes a la familia Loranthaceae. Es originario de Sudamérica.

## Taxonomía
El género fue descrito por (August Wilhelm Eichler) Philippe Édouard Léon Van Tieghem  y publicado en Bulletin de la Société Botanique de France 42: 178 en el año 1895.

## Especies aceptadas
A continuación se brinda un listado de las especies del género Tripodanthus aceptadas hasta noviembre de 2014, ordenadas alfabéticamente. Para cada una se indica el nombre binomial seguido del autor, abreviado según las convenciones y usos.	
- Tripodanthus acutifolius  	(Ruiz & Pav.) Tiegh.
- Tripodanthus flagellaris 	(Cham. & Schltdl.) Tiegh.